# الحرب السورية الثالثة
الحرب السورية الثالثة (باليونانية: Γ΄ Συριακός πόλεμος)‏ (بالإنجليزية: Third Syrian War)‏ وتعرف أيضا بحرب لاوديكيا (باليونانية: Λαοδίκειος πόλεμος)‏ (بالإنجليزية: Laodicean War)‏ وهي حرب دارت مدة خمس سنوات حوالي (246–241 ق.م)، بين السلوقيين والبطالمة.

## بداية الحرب
لم يصبر بطليموس الثاني على الهزيمة التي مُنِيَ بها في عرض البحر على يد أنتيغونوس الثاني بل أخذ يعمل على استرداد سيادة البطالمة البحرية، فكان أول عمل قام به لتحقيق أمنيته هو أنه في أواخر عام (253 ق.م) أو بداية عام (252 ق.م) حرض أو ساعد «الإسكندر» ملك كورنث على القيام بثورة في وجه أنتيغونوس الثاني، وكانت النتيجة أن حُرِم من قاعدتيه الحربيتين في بلاد الإغريق وهما كورنث و كالسيس، ويحتمل كذلك أنه استولى على أسطوله هناك، وبذلك أصبح مشلول اليد في البحر، على أننا لا نعرف ما الذي حدث في عرض البحر؟ لقلة المصادر التي في متناولنا.
ومن المحتمل أن أنتيغونوس الثاني كان لا يزال حتى عام 250ق.م مسيطرًا على ديلوس، وعلى الرغم من أن بطليموس الثاني قد استعاد هذه الجزيرة الأخيرة في عام (249 ق.م) و أسس حينئذ عيد الآنية المسمى «بطولمييا» (بالإنجليزية: Ptolemaieia)‏ فإن «حلف الجزيرة» قد شتت شمله حوالي هذه الفترة، وهذا يعني أن أنتيغونوس الثاني قد أفلح في الاحتفاظ ببعض الجزر، وعلى ذلك فإن انتصار بطليموس الثاني في البحر لم يكن على ما يُظن انتصارًا حاسمًا.
ولكن من جهة أخرى نجد أن بطليموس الثاني على أية حال قد نال انتصارًا سياسيًّا، وذلك لأنه حوالي (253 ق.م) قد أفلح في كسب أنطيوخوس الثاني إلى جانبه؛ فقد تزوج الأخير ابنة عمه لاؤديس الأولى بنت آخايوس وهو أخ أصغر للملك أنطيوخوس الأول، وقد أنجبت منه ذكرين وابنتين وكانت امرأة صاحبة شخصية مسيطرة، وقد أفلح بطليموس في إغرائه إغراءً تامًّا على التزوج من ابنته برنيس التي كان أصغر منها سنًّا، وقد زاد في إغرائه بأنه سيقدم له مبلغًا عظيمًا من المال مهرًا لها، والظاهر أن هذا المهر كان مَضْرِب الأمثال في تلك الفترة، ولكن بشرط أن يئول ملك أنطيوخوس الثاني لابن برنيس إن هي أنجبت ذكرًا، والواقع أن هذه الصفقة كانت مكسبًا منقطع القرين للملك بطليموس الثاني، غير أن السؤال المحير في هذا الموضوع هو: لماذا قبل أنطيوخوس الثاني هذا العرض؟ وعلى أية حال فإنه على إثر قبول أنطيوخوس الثاني عرض بطليموس الثاني أرسل الأول زوجه لاؤديس الأولى وأولادها إلىأفيسوس، وبعد ذلك جاءت برنيس إلى فينيقيا عن طريق البحر في أواخر عام (253 ق.م) وتم الزواج في العام التالي.
والآن يتساءل المرء فيما إذا كان بطليموس الثاني يأمل في أن يبذر بذور الشقاق بين أسرة سوريا الملكية على حساب ابنته، ويعمل على أنه لو حدث أن أنطيوخوس الثاني لم ينجب ذكرًا من زواجه الجديد فإن حقوق أولاد لاؤديس الأولى يمكن أن تكون دائمًا موضع نزاع، ومهما يكن من أمر فإن المؤرخ «هيرنوم» قد حدثنا أن بطليموس صَاحَبَ ابنَتَهُ حتى «بلوز»، وأنها دخلت أنطاكية في موكب فاخر، وأن الشائعة كانت عظيمة عن الثروة التي حملتها هذه الأميرة لزوجها، وقد حُكي عن عظمة هذه الأميرة الرفيعة الشأن العظيمة القوة أنها لا تشرب إلا من ماء النيل الذي كان يرسله إليها والدها بمصاريف باهظة، ويجب علينا ألا نَغْمط لاؤديس الأولى حقها؛ فقد كانت تُعتبر قبل زواجها إلهة، هذا إلى الغَبن الذي لحق بأولادها، وعلى أية حال فإن كبرياء لاؤديس الأولى المنحدرة من ظهر ملك قد أبى عليها أن تكون حظِيَّة وحسب.
وقد ظن أنطيوخوس الثاني بما فُطر عليه من صفات مخزية حرمته الحس الخلقي الرفيع، أن لاؤديس الأولى ستدخل معه في مغامرات السياسة النفعية وتخضع لمشيئته وترضى بما عرضه عليها من ثراء ونعيم مقيم أثناء إقامتها في أفيسوس مقرها الذي أرسلها إليه، وقد كان أنطيوخوس الثاني مع ذلك لا يشك في الحقد الدفين الذي يكمن في صدر هذه المرأة، وبالثمن الذي سيدفعه يومًا ما جزاء خيانته لها ولأولادها عندما تحين الفرصة، والواقع أن بطليموس الثاني الذي ظن أنه قد عمل عملًا سياسيًّا يعد نسيجَ وحْدِهِ لم يكن قد فكر في أنه أرسل ابنته لتلقى حتفها، وأن مؤامرته المصطنعة سيُقضى عليها بضربة واحدة من يد الزوجة التي دِيس شرفها وحُطَّ من كرامتها، أما ما كان من أمر برنيس فإنها رُزقت ابنًا من أنطيوخوس الثاني، وبحلول عام (250 ق.م) ظهرت مصر وكأنها قد كسبت بالمال والسياسة ما لم يكن في مقدورها أن تكسبه بحد السيف غير أن مشروعات بطليموس الثاني قد أصابها الفشل لوقوع ثلاث وفيات؛ أولاها موت «الإسكندر» ملك «كورنث» الذي وقع في عام (247 ق.م)، وعلى إثر ذلك لم يمض عام (246 ق.م) حتى استرد أنتيغونوس الثاني كورنث وسفنه التي كانت فيها، وعلى حسب ما لدينا من معلومات يمكن أن يكون أنطيوخوس الثاني قد مات ما بين تشرين الأول / أكتوبر (247 ق.م) وكانون الثاني/يناير سنة (247 ق.م) وهذه هي الوفاة الثانية، أما الوفاة الثالثة فكانت وفاة بطليموس الثاني نفسه في كانون الثاني/يناير (246 ق.م) وخلفه على عرش الملك ابنه بطليموس الثالث.

## الأسباب المباشرة
بدأت الحرب السورية الثالثة، المعروفة أيضًا باسم حرب لاوديكيا، بواحدة من أزمات الخلافة العديدة التي ابتليت بها الدول في العصر الهلنستي. ترك أنطيوخوس الثاني أمّين طموحتين، زوجته لاؤديس الأولى ،وابنة بطليموس الثاني برنيس، في مسابقة لوضع ابنيهما على العرش. ادعت لاؤديس الأولى أن أنطيوخوس الثاني قد سمّت ابنها وريثاً وهو على فراش الموت، لكن برنيسجادلت بأن ابنها المولود حديثاً هو الوريث الشرعي.
طلبت برنيسمن شقيقها بطليموس الثالث، الملك البطلمي الجديد، أن يأتي إلى أنطاكية ويساعد في وضع ابنها على العرش. وعندما وصل بطليموس الثالث، اغتيلت برنيسوولدها.

## اندلاع الحرب
أعلن بطليموس الثالث الحرب على ابن لاوديس المتوج حديثا، سلوقس الثاني عام (246 ق.م)، وناضل بنجاح كبير وحقق انتصارات كبيرة على سلوقس الثاني في سوريا والأناضول، واحتل أنطاكية لفترة وجيزة، وكما أثبت الاكتشاف المسماري الأخير أنه كان قد وصل حتى إلى بابل.
وقد شابت هذه الانتصارات خسارة سيكلادس لصالح أنتيغونوس الثاني في معركة أندروس. كان لسلوقس الثاني صعوباته الخاصة. حيث طلبت منه والدته المسيطرة أن يمنح الرصانة المشتركة لأخيه الأصغر، أنطيوخوس هيراكس، وكذلك الحكم على الأراضي السلوقية في الأناضول. أعلن أنطيوخوس هيراكس الاستقلال على الفور، مما قوض جهود سلوقس الثاني للدفاع ضد البطالمة.

## انتهاء الحرب
بهدف إحلال السلام في عام (241 ق.م)، استحوذ بطليموس الثالث على أراض ٍ جديدة على الساحل الشمالي لسوريا، بما في ذلك سلوقية بييريا، ميناء أنطاكية، وحينئذ كانت المملكة البطلمية في ذروة قوتها.